# Godefroy de La Tour d'Auvergne
Godefroy de La Tour d'Auvergne (Godefroy Charles Henri; 26 gennaio 1728 – Évreux, 3 dicembre 1792) fu un membro del Casato di La Tour d'Auvergne, i Sovrani Duchi di Bouillon.
Fu successivamente il penultimo Duca di Bouillon succedendo a suo padre nel 1771.

## Biografia

### Infanzia
Il più giovane di due figli, nacque dal Duca e dalla Duchessa di Bouillon nel 1728. Ebbe una sorella maggiore, Marie Louise (1725–1793) che in seguito sposò il Principe di Guéméné.

### Matrimoni
Denominato Principe di Turenne in quanto erede appartenente di Bouillon, sposò Louise Henriette Gabrielle de Lorraine il 27 novembre 1743. Sua moglie era un membro del Casato di Lorena ed una bisnipote di Enrico, Conte di Harcourt. La coppia ebbe in tutto quattro figli prima che Louise Henriette Gabrielle morisse nel 1788. Il vedovo Duca si sposò nuovamente nel 1789 con Marie Françoise Henriette de Banastre (1775–1816), una giovane che era più giovane di lui di quaranta sette anni. Non nacquero figli dal secondo matrimonio.
Dal 1747 al 1775 fu Gran ciambellano di Francia.

### Carriera militare
Prestò servizio con distinzione nella guerra dei sette anni. Nel 1748 fu nominato maresciallo di campo. Fu eletto nell'Accademia Reale di Scultura e Pittura nel 1777. In appena tre mesi, sperperò quasi un milione di lire per la sua amante, una cantante d'opera, portando così la sua famiglia sull'orlo della rovina.

### Morte
Morì allo Château de Navarre alla vigilia della Rivoluzione e fu succeduto dal maggiore dei suoi figli Jacques. Il suo successore fu l'ultimo duca di Bouillon, i Principi di Guéméné oggi rivendicano il Ducato di Bouillon come proprio a causa del matrimonio tra Marie Louise (sua unica sorella) e Jules de Rohan, Principe di Guéméné. Non si conoscono discendenti.

## Discendenza
- Jacques Leopold Charles Godefroy de La Tour d'Auvergne (15 gennaio 1746 – 7 febbraio 1802) sposò Edvige d'Assia-Rotenburg, nipote di Ernesto Leopoldo d'Assia-Rotenburg ed Eleonora di Löwenstein-Wertheim-Rochefort; senza figli;
- Charles Louis Godefroy de La Tour d'Auvergne, Principe d'Auvergne (22 settembre 1749 – 23 ottobre 1767) celibe;
- Louis Henri de La Tour d'Auvergne, Duca d'Albret (20 febbraio 1753 – 7 marzo 1753) morì nell'infanzia;
- X de La Tour d'Auvergne (3 aprile 1756) figlia nata morta.[1]

## Galleria d'immagini

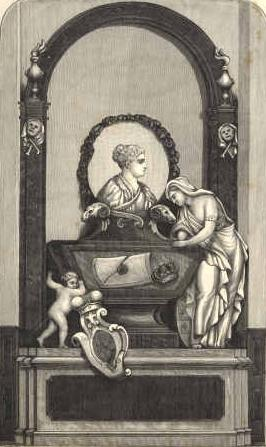
Lapide di sua madre, Charlotte nella Chiesa di St. Kazimierz a Varsavia
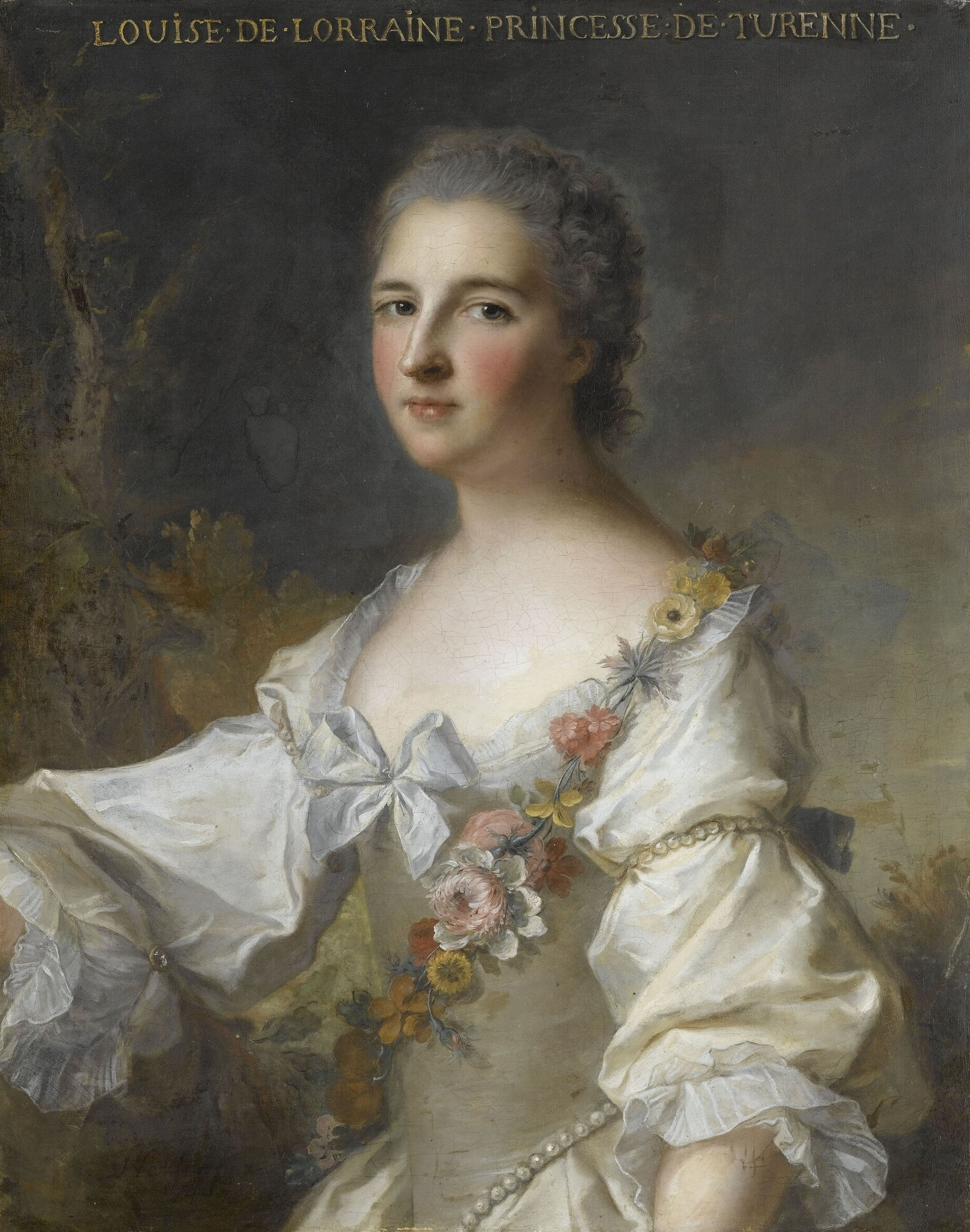
Louise de Lorraine, princesse de Turenne ritratta da Jean-Marc Nattier (1746) Versailles, Musée national du Château et des Trianons
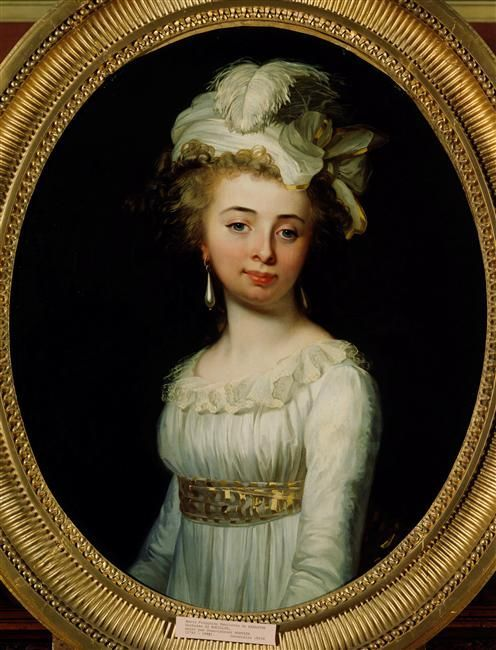
La seconda moglie Marie-Françoise Henriette de Banastre ritratta da Jean-Laurent Mosnier
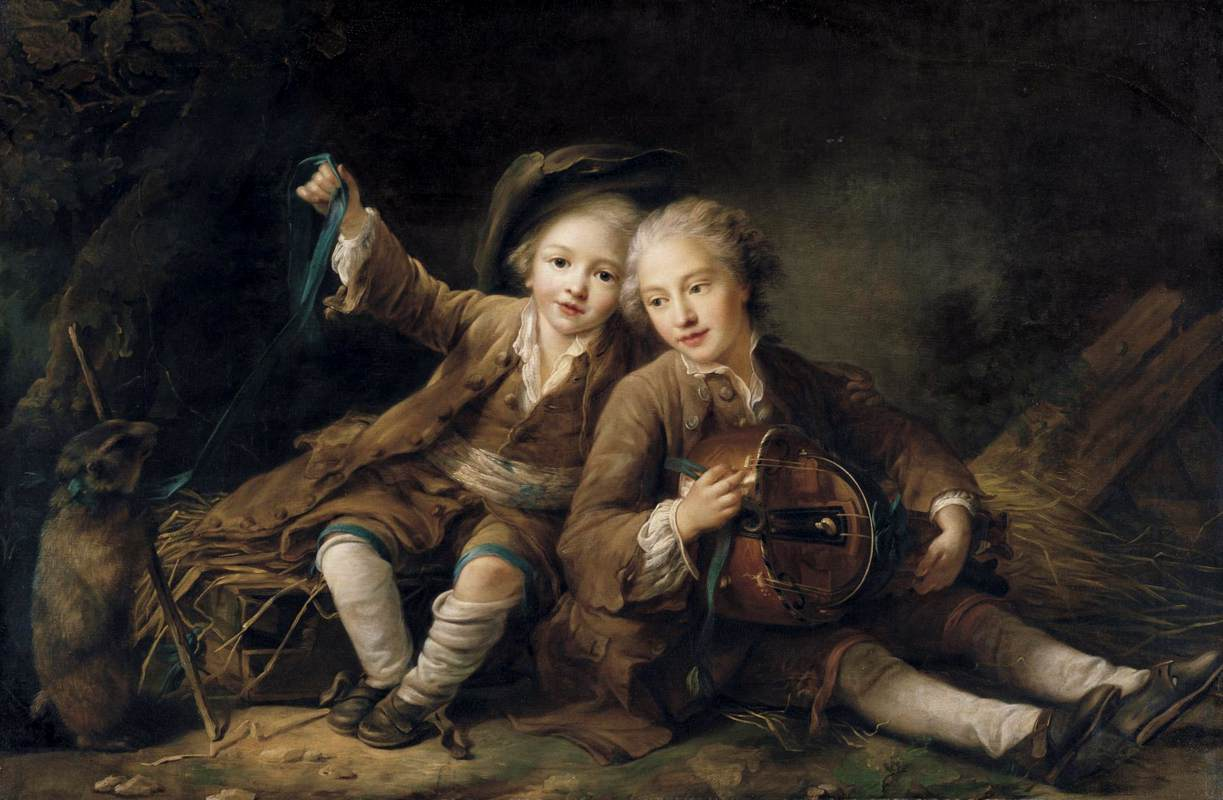
I figli del Duca di Bouillon vestiti da Montagnardi[2] ritratti da François-Hubert Drouais (1756) collezione privata

## Titoli e trattamento
- 26 gennaio 1728 – 24 ottobre 1771: Sua Altezza, il Principe di Turenne
- 24 ottobre 1771 – 3 dicembre 1792: Sua Altezza, il Duca di Bouillon

## Ascendenza
|                                         |                       |                                           | Genitori                                      |  |  | Nonni |  |  | Bisnonni                               |  |  | Trisnonni                              |  |
|                                         |                       |                                           |                                               |  |  |       |  |  | Godefroy Maurice de La Tour d'Auvergne |  |  | Frédéric Maurice de La Tour d'Auvergne |  |
|                                         |                       |                                           |                                               |  |  |       |  |  | Godefroy Maurice de La Tour d'Auvergne |  |  | Frédéric Maurice de La Tour d'Auvergne |  |
|                                         |                       | Éléonore de Bergh                         |                                               |  |  |       |  |  | Godefroy Maurice de La Tour d'Auvergne |  |  |                                        |  |
| Emmanuel Théodose de La Tour d'Auvergne |                       |                                           |                                               |  |  |       |  |  | Godefroy Maurice de La Tour d'Auvergne |  |  |                                        |  |
|                                         |                       | Maria Anna Mancini                        | Michele Lorenzo Mancini                       |  |  |       |  |  |                                        |  |  |                                        |  |
|                                         |                       | Maria Anna Mancini                        | Michele Lorenzo Mancini                       |  |  |       |  |  |                                        |  |  |                                        |  |
|                                         |                       | Maria Anna Mancini                        | Girolama Mazzarini                            |  |  |       |  |  |                                        |  |  |                                        |  |
| Charles Godefroy de La Tour d'Auvergne  |                       | Maria Anna Mancini                        |                                               |  |  |       |  |  |                                        |  |  |                                        |  |
|                                         |                       | Charles Belgique Hollande de La Trémoille | Henri Charles de La Trémoille                 |  |  |       |  |  |                                        |  |  |                                        |  |
|                                         |                       | Charles Belgique Hollande de La Trémoille | Henri Charles de La Trémoille                 |  |  |       |  |  |                                        |  |  |                                        |  |
|                                         |                       | Charles Belgique Hollande de La Trémoille | Emilia d'Assia-Kassel                         |  |  |       |  |  |                                        |  |  |                                        |  |
| Marie Armande de La Trémoille           |                       | Charles Belgique Hollande de La Trémoille |                                               |  |  |       |  |  |                                        |  |  |                                        |  |
|                                         |                       | Madeleine de Crequy                       | Carlo III di Créquy                           |  |  |       |  |  |                                        |  |  |                                        |  |
|                                         |                       | Madeleine de Crequy                       | Carlo III di Créquy                           |  |  |       |  |  |                                        |  |  |                                        |  |
|                                         |                       | Madeleine de Crequy                       | Anne Armande de Saint Gelais de Lansac        |  |  |       |  |  |                                        |  |  |                                        |  |
| Godefroy de La Tour d'Auvergne          |                       | Madeleine de Crequy                       |                                               |  |  |       |  |  |                                        |  |  |                                        |  |
|                                         | Giovanni III Sobieski | Jakub Sobieski                            |                                               |  |  |       |  |  |                                        |  |  |                                        |  |
|                                         | Giovanni III Sobieski | Jakub Sobieski                            |                                               |  |  |       |  |  |                                        |  |  |                                        |  |
|                                         | Giovanni III Sobieski | Zofia Teofillia Daniłowicz                |                                               |  |  |       |  |  |                                        |  |  |                                        |  |
| Giacomo Luigi Sobieski                  | Giovanni III Sobieski |                                           |                                               |  |  |       |  |  |                                        |  |  |                                        |  |
|                                         |                       | Maria Casimira de la Grange d'Arquien     | Henri Albert de La Grange d'Arquien           |  |  |       |  |  |                                        |  |  |                                        |  |
|                                         |                       | Maria Casimira de la Grange d'Arquien     | Henri Albert de La Grange d'Arquien           |  |  |       |  |  |                                        |  |  |                                        |  |
|                                         |                       | Maria Casimira de la Grange d'Arquien     | Françoise de La Châtre                        |  |  |       |  |  |                                        |  |  |                                        |  |
| Maria Carolina Sobieska                 |                       | Maria Casimira de la Grange d'Arquien     |                                               |  |  |       |  |  |                                        |  |  |                                        |  |
|                                         |                       | Filippo Guglielmo, elettore palatino      | Volfango Guglielmo, conte palatino di Neuburg |  |  |       |  |  |                                        |  |  |                                        |  |
|                                         |                       | Filippo Guglielmo, elettore palatino      | Volfango Guglielmo, conte palatino di Neuburg |  |  |       |  |  |                                        |  |  |                                        |  |
|                                         |                       | Filippo Guglielmo, elettore palatino      | Maddalena di Baviera                          |  |  |       |  |  |                                        |  |  |                                        |  |
| contessa palatina Edvige di Neuburg     |                       | Filippo Guglielmo, elettore palatino      |                                               |  |  |       |  |  |                                        |  |  |                                        |  |
|                                         |                       | Elisabetta Amalia d'Assia-Darmstadt       | Giorgio II d'Assia-Darmstadt                  |  |  |       |  |  |                                        |  |  |                                        |  |
|                                         |                       | Elisabetta Amalia d'Assia-Darmstadt       | Giorgio II d'Assia-Darmstadt                  |  |  |       |  |  |                                        |  |  |                                        |  |
|                                         |                       | Elisabetta Amalia d'Assia-Darmstadt       | Sofia Eleonora di Sassonia                    |  |  |       |  |  |                                        |  |  |                                        |  |
|                                         |                       | Elisabetta Amalia d'Assia-Darmstadt       |                                               |  |  |       |  |  |                                        |  |  |                                        |  |